# Râul Birchii
Râul Birchii este un afluent al râului Albioara. 

## Hărți
- Munții Pădurea Craiului  Arhivat în 16 ianuarie 2010, la Wayback Machine.
- Harta interactivă Munții Pădurea Craiului
- Harta munții Apuseni